# Sierra De Vizcuerno
Sierra De Vizcuerno este o arie protejată (arie specială de conservare — SAC, sit de importanță comunitară — SCI) din Spania întinsă pe o suprafață de 2.541,06 ha, integral pe uscat.

## Localizare
Centrul sitului Sierra De Vizcuerno este situat la coordonatele 41°08′35″N 0°04′17″W / 41.143°N 0.071494°V.

## Înființare
Situl Sierra De Vizcuerno a fost declarat sit de importanță comunitară în iulie 2000 pentru a proteja 1 specie de plante și 1 specie de animale. Situl a fost protejat și ca arie specială de conservare în februarie 2021.

## Biodiversitate
Situată în ecoregiunea mediteraneană, aria protejată conține 3 habitate naturale: Vegetație gipsofilă iberică (Gypsophiletalia), Galerii și tufărișuri riverane sudice (Nerio-Tamaricetea și Securinegion tinctoriae), Matorral arborescenți cu Juniperus spp..
La baza desemnării sitului se află mai multe specii protejate:
- plante (1): Boleum asperum
- pești (1): Parachondrostoma miegii

Pe lângă speciile protejate, pe teritoriul sitului au mai fost identificate 3 specii de plante, 17 specii de păsări, 3 specii de amfibieni, 3 specii de mamifere, 1 specie de pești, 2 specii de reptile.